# The Mother of God and a Filthy Whore
The Mother of God and a Filthy Whore (también conocido como Latidos de las Niñas) es el tercer EP lanzado por el productor de complextro Aleksander Vinter, y el primero bajo el alias de Blanco. El mismo fue lanzado el 10 de octubre de 2010 de forma independiente.

## Lista de canciones
| N.º   | Título            | Duración |  |
| 1.    | «Backdoor Access» | 6:21     |  |
| 2.    | «Bingo»           | 4:11     |  |
| 3.    | «Colorblind»      | 3:58     |  |
| 4.    | «Pump Machine»    | 4:18     |  |
| 5.    | «Sweat»           | 4:15     |  |
| 6.    | «The Snake»       |          |  |
| 26:41 |                   |          |  |